# Годзилла снова нападает
«Годзилла снова нападает» (яп. ゴジラの逆襲 Годзира-но гякусю:) — японский научно-фантастический фильм 1955 года, поставленный режиссёром Мотоёси Ода как продолжение фантастического фильма 1954 года «Годзилла», повествующего о гигантском драконоподобном динозавре Годзилле. Фильм стал последним фильмом о Годзилле, снятым на чёрно-белую плёнку.
В США фильм вышел в 1959 году под названием «Гигантис — огненный монстр» (англ. Gigantis the Fire Monster).

## Сюжет
Кодзи Кобаяси, молодой пилот, работающий на рыбно-продуктовой фабрике в Осаке, терпит крушение на небольшом скалистом островке в океане. Ему на помощь прилетает его коллега — Сёити Цукиока. Он находит Кодзи живым и здоровым. Пилоты понимают, что они не одни на острове, и видят нового Годзиллу, сражающегося с огромным шипастым динозавром.
Вернувшись в Осаку, пилоты предстают перед органами власти, где те устанавливают, что монстр, с которым сражался Годзилла — доисторический ящер-анкилозавр Ангирус. Учёный Ямана не знает ни одного способа снова убить Годзиллу. Разрушитель кислорода и его изобретатель — доктор Сэридзава, были уничтожены при победе над Годзиллой годом ранее. Ямана предлагает отвлечь Годзиллу подальше от берега при помощи световых бомб.
При помощи авиации Годзиллу действительно удаётся отвлечь. Между тем из-за плана преступников загорается огромное здание, и Годзилла возвращается в Осаку. К городу приплывает Ангирус и между чудовищами вновь начинается схватка. Годзилла и Ангирус разрушают часть города, в том числе и замок в Осаке. В конце концов Годзилле удаётся перегрызть шею противнику.
Цукиока начинает поиски Годзиллы, и обнаруживает его плывущим к ледяному острову.
Кобаяси и авиация пытаются уничтожить Годзиллу, и даже бомбардируют его. Однако ящер остается жив, и убивает Кодзи. Самолёт последнего врезается в скалу, из-за чего начинается лавина. Цукиока предлагает похоронить Годзиллу под слоем снега. После долгого обстрела Годзилла навсегда оказывается погребен под льдинами.

## В главных ролях
| Актёр             | Роль                 |
| ----------------- | -------------------- |
| Хироси Коидзуми   | Сёити Цукиока        |
| Сэцуко Вакаяма    | Хидэми Ямадзи        |
| Минору Тиаки      | пилот Койдзи Кобаяси |
| Такаси Симура     | Кёхэй Яманэ          |
| Масао Симидзю     | доктор Тадокоро      |
| Сэйдзиро Онда     | капитан Тэрадзава    |
| Соносукэ Савамура | Синдо Сибэки         |
| Ёсио Цусия        | Тадзима              |
| Маюри Мокусё      | Ясуко Иноуэ          |
| Харуо Накадзима   | Годзилла             |
| Кацуми Тэдзука    | Ангирус              |

## Кайдзю
- Годзилла — гигантское доисторическое чудовище, ожившее во время испытаний водородной бомбы. В фильме «Годзилла» 1954 года Годзиллу удаётся уничтожить, но в новом фильме появляется ещё одна особь. В американской киноверсии данного фильма Годзилле почему-то дают ему имя «Гигантис», тогда как в последующих картинах монстр носит своё настоящее имя.
- Ангирус (Ангирозавр, Ангирас. Ангилас) — гигантский четвероногий динозавр, живший в одно время с Годзиллой. Ангирус — представитель семейства анкилозавров. В отличие от реальных анкилозавров, Ангирус достигает гигантских размеров и является плотоядным. Кроме того, Ангирус — первый монстр, с которым столкнулся Годзилла.

## Названия
Контратака Годзиллы — переведенное японское название.
Гигантис — огненный монстр — название театрального релиза в Великобритании и США.
Годзилла снова нападает — английское название от Toho и DVD название в США.

## Релиз
Фильм вышел в Японии 24 апреля 1955 года, собрав более 8,34 млн зрителей и установив рекорд посещаемости среди фильмов про Годзиллу, продержавшийся до премьеры фильма «Кинг-Конг против Годзиллы». На внутреннем рынке по величине кассовых сборов фильм стал четвёртым фильмом года и десятым среди всех японских фильмов.
Параллельно с японской версией фильма вышла американская версия с некоторыми изменениями.